# 下出祐太郎
下出 祐太郎（しもで ゆうたろう、1955年3月17日 - ）は、日本の蒔絵師、詩人。学位は博士（学術）（京都工芸繊維大学・2010年）。下出蒔絵司所当主（3代目）。京都産業大学名誉教授。現代の名工・卓越技能章（2021年）、瑞宝単光章（2023年春の叙勲）、京都市芸術振興賞（2024年）。
京都伝統工芸専門校講師、京都伝統工芸大学校教授、京都美術工芸大学工芸学部教授、京都工芸繊維大学伝統みらい教育研究センター特任教授、京都産業大学文化学部・京都文化研究科教授などを歴任した。

## 概要
京都府京都市出身の蒔絵師である。下出蒔絵司所3代目。同志社大学文学部卒業。在学中より家業の蒔絵の手ほどきを受け、大学卒業後、漆芸家の東端真筰や佐治賢使に師事する。日展では、第14回～第37回日展24回連続入選。以後作家としてはフリーで活躍。京都府仏具協同組合所属、経済産業大臣認定伝統工芸士として家業の家庭仏壇並びに寺院仏具蒔絵を制作。即位の礼・大嘗祭の神祇調度蒔絵、伊勢神宮式年遷宮御神宝に携わる。伝統工芸及び漆文化を研究。文化財の保存修理、復元に携わる一方、近代産業との共同研究、コラボレーションをはかる。後継者育成にも力を注ぐ。詩人としても活躍し、第二詩集、第三詩集が、H氏賞候補となった（1984年度・1995年度）。

## 来歴

### 生い立ち
1955年3月17日、京都府京都市下京区生まれ。同志社大学文学部文化学科国文学専攻卒業（文学士）。「漆の美の物性と伝統髹漆法に関する研究」と題した博士論文を執筆し、2010年9月24日に京都工芸繊維大学より博士（学術）の学位を授与された。1995年（平成7年）、京都伝統工芸専門校の立ち上げから講師を務め、京都伝統工芸大学校では教授を務めた。2012年（平成24年）京都美術工芸大学設置に伴い、同大学教授に就任。2015年（平成27年）京都産業大学文化学部京都文化学科教授、2017年（平成29年）に同大学京都文化学研究科教授に就任した。

### 蒔絵師として
初代・祐顕から京都府仏具協同組合に所属。2005年竣工の京都迎賓館では、60点もの漆工芸調度品を担当。会談室に収められた飾り台「悠久のささやき」は、7万粒のプラチナで川の流れを表現した代表作である。2006年から京都工芸繊維大学の特任教授となり、漆の特性や、熟練職人の動作を解析。2010年に博士号を取得。また、2002年より、高台寺蒔絵の研究を開始。超高精細なデジタルデータを用いて解析することで、桃山時代当時の蒔絵技法を明らかにし、2011年に屏風2隻を復元制作した。これらの屏風は2011年11月から2012年3月までロンドンのヴィクトリア&アルバート博物館で展示された。
縮小の一途をたどる伝統工芸産業ではあるが、蓄積された知恵や美意識は日本のものづくりの原点と位置付け、後継者育成に力を注ぐ。漆文化を広げるため、漆の特性を近代産業に生かすことにも注力し、企業との共同研究（2014年～NEC、2018年～カシオ）を推進している。2016年2月下旬から3月上旬に外務省「日本ブランド発信事業」の海外派遣専門家として、「蒔絵文化と未来への継承」に関する講演やワークショップをイタリア、スペイン、ポルトガルの3か国で実施した。大覚寺嵯峨天皇宸翰勅封般若心経の復元制作、富山県越中八尾曳山祭の曳山屋台(上新町)の八枚彫りと見越の修理修復などにも携わる。

### 詩人として
蒔絵師としての活動と並行して詩人としても活動しており、H氏賞の候補として二度ノミネートされている。詩を書くという行為について、下出は「自分という玉ねぎをむいていくこと」と表現している。

## 著作

### 作品集
- 1985年 『漆部作品集』光琳社出版
- 1990年 『游―下出祐太郎漆芸作品集』 光琳社出版

### 著書
- 2021年 『平成の伝統工芸の粋―京都迎賓館に学ぶ―』茜出版
- 2021年 『京の美の継承』京都新聞出版センター
- 2023年 『京の美の巡礼』京都新聞出版センター
- 2023年 『京都迎賓館――匠の技とおもてなし』茜出版
- 2025年 『京の美の奇想』京都新聞出版センター

### 詩集
- 1979年 『ルフラン』 蜘蛛出版社
- 1983年 『漆工房にて―下出祐太郎詩集』 鳥語社
- 1985年 『全国詩人特選詩集<第22巻>』 近文社
- 1994年 『漆工房―夢の往還』 鳥語社

### エッセイ集
- 1998年 『天使のあかちゃんマーク―京蒔絵師一家のおもしろエッセイ』 光琳社出版

## 出演

### テレビ
- 2008年9月EDGE 2 #29　往還の町　京都に生きる～漆芸家・下出祐太郎 昇華する詩魂～
- 2009年10月23日 未来へ残したい日本の心 （テレビ朝日）
- 2011年6月12日 夢の扉＋（TBS報送）
- 2011年8月30日 京プラス（京都放送）
- 2011年9月19日 羽田美智子の京都専科（京都放送）
- 2011年10月7日 ぽじポジたまご（京都放送）
- 2013年1月1日 檀ふみが訪ねる京の匠たち２（京都放送）
- 2013年5月6日 極上の京都～京都人の案内する本物の京都～（京都放送）
- 2014年4月17日 Core Kyoto 金仏壇 〜極楽浄土の工芸品 信仰の輝き〜（NHKワールドTV）
- 2021年11月5日 京コトはじめ「漆黒と金の美 京漆器」（NHK）
- 2022年11月20日 ミヤコが京都にやってきた！ ～ふたりの夏～　（テレビ朝日）
- 2023年3月13日［2023年春場所企画「知られざる軍配の美」］（ＮＨＫ大相撲放送）

## 新聞掲載
- 2010年9月25日 京都新聞 漆研究 京蒔絵師に博士号
- 2011年11月10日 京都新聞 「高台寺蒔絵」英国へ再発信
- 2011年11月13日 京都新聞 桃山の美 現代に発展継承[14]
- 2022年7月27日　京都新聞　日本人の忘れもの対談シリーズ【2022年第4回】